# Court of Husting
Der Court of Husting gilt als das älteste Gericht der City of London. Die Aufgaben des Gerichts umfassten ursprünglich administrative Fragen, die später vom Court of Aldermen übernommen wurden. Die erste Erwähnung des Court of Husting datiert auf das 10. Jahrhundert. Der Begriff „Husting“ selbst geht auf das Altnordische zurück und setzt sich aus „Hus“ (Haus) und „Thing“ (Versammlung) zusammen. Hustings waren im England des Mittelalters allgemein von Verwaltern zusammengerufene Versammlungen.